# Juan de Padilla
Juan López de Padilla y Dávalos (Toledo, 10 de noviembre de 1490-Villalar, 24 de abril de 1521) fue un hidalgo castellano marido de María Pacheco, conocido por su decisiva participación en la Guerra de las Comunidades de Castilla, en la cual apoyó al bando sublevado en armas contra el monarca Carlos I. Murió decapitado tras la derrota comunera en Villalar.

## Biografía
Juan de Padilla nació en el seno de una familia hidalga toledana el 10 de noviembre de 1490, siendo hijo de Pedro López de Padilla, guarda del rey y regidor de Toledo, y de su esposa Mencía Dávalos. Esta filiación lo convertía, por tanto, en sobrino de Gutierre de Padilla, comendador mayor de la Orden de Calatrava, y de Diego López de Padilla, mariscal de Castilla. 
El 18 de agosto de 1511, en la ciudad de Granada, contrajo matrimonio con María Pacheco, hija de Íñigo López de Mendoza y Quiñones, I marqués de Mondéjar y II conde de Tendilla. Durante dos años, ambos vivieron en la villa toledana de Mascaraque. 
El 20 de julio de 1513 presentó en el ayuntamiento toledano una provisión real que lo facultaba para ocupar la regiduría que su padre había renunciado en favor de él, y el día 29 de ese mismo mes tomaba posesión del oficio. Pedro López también lo benefició renunciando, el 7 de agosto de 1517, la capitanía general del reino, que fue concedida a Juan. El 22 de agosto de 1518 el monarca Carlos I ordenó que le fuese asentado el salario correspondiente a dicho oficio, unos 200 000 maravedíes anuales.

### Revuelta comunera
A principios de 1520, Toledo se opuso con fuerza a la idea de que las Cortes convocadas en Santiago de Compostela sirviesen para conceder un nuevo servicio fiscal a Carlos I. Por ese motivo, se negó a enviar procuradores.
Tras la suspensión de las Cortes el 4 de abril —para ser trasladadas a La Coruña—, el monarca requirió al grupo de regidores toledanos reacios a su autoridad a presentarse en la Corte, al mismo tiempo que enviaba otros más dóciles con la misión de reunir al ayuntamiento y elegir diputados favorables a la Corona. En ese grupo estaba incluido Juan de Padilla. El 16 de abril, cuando aquellos regidores se disponían a partir, una multitud numerosa se interpuso en su camino y les impidió salir de la ciudad. Según narra el cronista fray Prudencio de Sandoval, dicha multitud trasladó a Padilla a una capilla del claustro de la Iglesia Mayor, «que llaman del obispo Don Pedro Tenorio», y le hizo prometer que no saldría de allí sin su permiso.

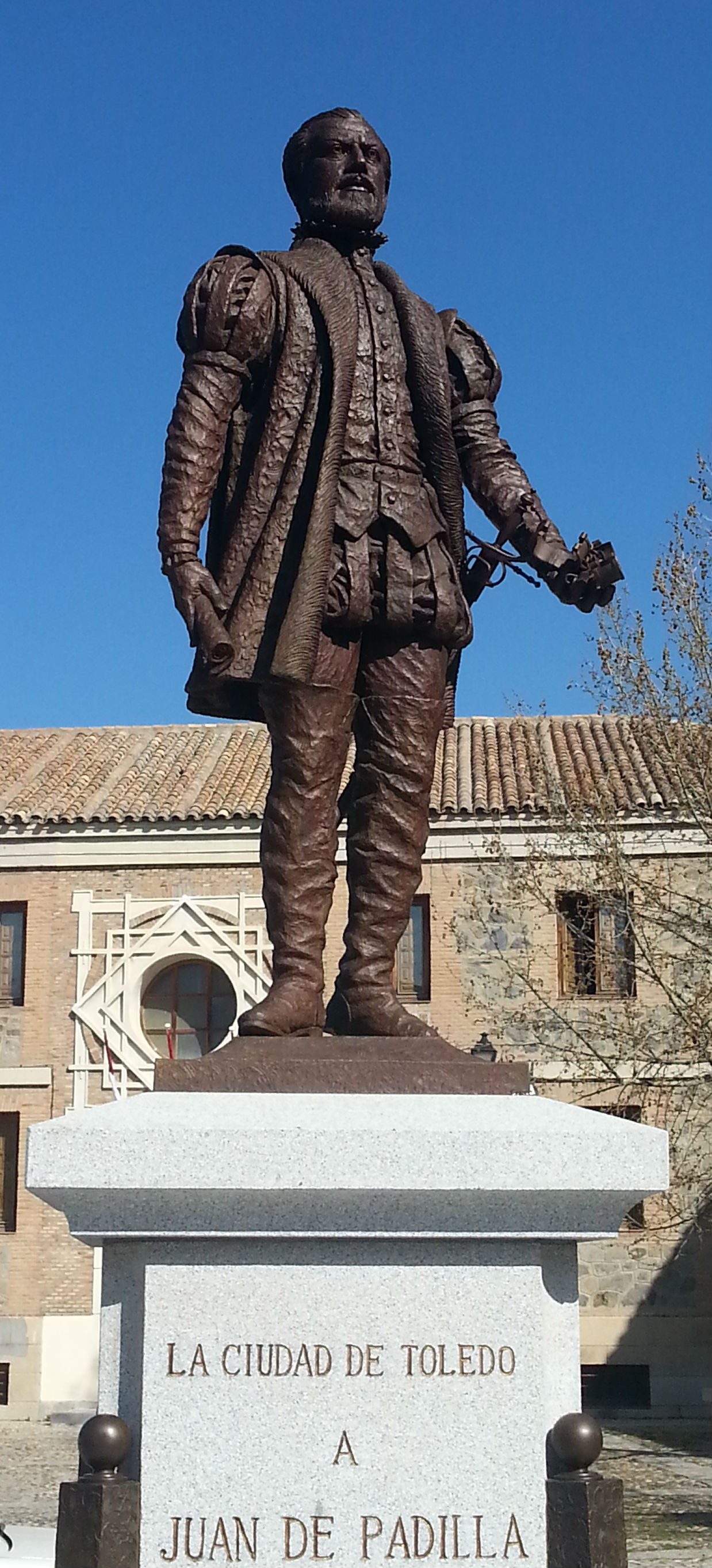
Escultura en bronce de Juan de Padilla, obra del escultor toledano Julio Martín de Vidales.

En las semanas siguientes a la partida del monarca hacia el Sacro Imperio, donde se coronaría emperador, la revuelta iniciada por Toledo se extendió a toda la Meseta Castellana y comenzaron los primeros preparativos militares. Así, el 25 de junio de 1520, Padilla recibió el encargo de organizar las tropas que desde Toledo saldrían a combatir a Rodrigo Ronquillo, quien se ocupaba de hostigar Segovia tras el asesinato del procurador Rodrigo de Tordesillas. El 5 de julio ya se convertía en capitán general de la Comunidad de Toledo, teniendo a su cargo la dirección del ejército.
Las tropas toledanas, a las que también se unieron las segovianas y madrileñas, consiguieron que Ronquillo se replegase hasta Santa María la Real de Nieva, desde donde se unió a Antonio de Fonseca. Ambos capitanes incendiaron Medina del Campo el 21 de agosto, ocasionando graves perdidas para la ciudad. Padilla y el resto de los capitanes pasaron por allí tres días después, recogiendo la artillería que los medinenses habían negado a los realistas. El 29 de agosto y el 1 de septiembre participó en las entrevistas con la reina Juana, en Tordesillas, consiguiendo su aprobación para que la Santa Junta —conformada por ciudades comuneras reunidas en Ávila el 1 de agosto— se trasladase junto a ella.
En noviembre, disgustado ante la decisión de la Junta de otorgar el cargo de capitán general al noble Pedro Girón, Juan de Padilla se dirigió con sus milicias a Toledo. El 31 de diciembre de 1520, tras la batalla de Tordesillas y la dimisión de Girón, regresó a Valladolid —nueva capital del movimiento— con 1500 hombres. Allí se le dispensó de una acogida delirante (o mesiánica, según sus adversarios) por parte de la población, acogida para la cual la Junta aprobó sus gastos el 3 de enero: 19 reales y medio. Ciertamente, la llegada de uno de sus más destacados capitanes levantó el ánimo de los rebeldes e hizo cundir la inquietud en las filas realistas. 
Por esos días representó la línea más dura del pensamiento comunero, proponiendo a la Junta recuperar Tordesillas, en mano de los realistas desde el 5 de diciembre de 1520. Cuando se le consultó acerca de una posible tregua militar, a finales de enero, se opuso rotundamente a la misma, afirmando que sería aprovechada por los enemigos para obtener refuerzos de Navarra.
A mediados de enero las tropas de Padilla y el conde de Salvatierra tomaron Ampudia y Torremormojón. Inmediatamente avanzaron en dirección a Burgos (junto con el obispo Antonio de Acuña) para apoyar el inminente levantamiento comunero en la ciudad, pero debido a que este mismo se adelantó dos días, terminó en rotundo fracaso.  
Tras la tentativa fallida de Burgos, Padilla regresó a Valladolid para luego trasladarse con sus tropas a Medina del Campo, dando seguridad a las fuerzas segovianas a cruzar el paso del Puente del Duero. El 30 de enero, comunicó a Toledo su intención de tomar el castillo de Simancas en cuando pudiese reunir las milicias necesarias. El 7 de febrero sus fuerzas asolaron las propiedades del conde de Benavente en Cigales.
Fue entonces cuando se comenzó a debatir en la Junta si debía elegirse un comandante en jefe para todo el ejército. Padilla se mostró partidario de mantener la autonomía de las milicias urbanas, con todos los capitanes en grado de igualdad, pero tuvo que ceder ante la petición que, en sentido contrario, lanzaron los demás jefes militares. Entonces propuso para el cargo a su colega toledano Pedro Laso de la Vega. La Comunidad de Valladolid, sin embargo, se opuso a su designación. En la noche, una multitud fue a buscar a Padilla a su casa y, sin siquiera dejarlo vestirse, se lo llevó gritando a pesar de las protestas de este:

¡Viva Padilla! ¡Viva Padilla! ¡Padilla será nuestro general!

Finalmente, fue nombrada una comisión para dirigir el ejército, aunque en la práctica fue Juan de Padilla quien cumpliría ese rol fundamental.

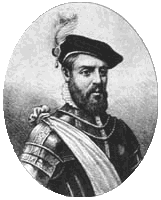
Retrato de Padilla del siglo

Resuelta la cuestión, las tropas comuneras asediaron Torrelobatón tomando la villa el 25 de febrero. Se trataba en realidad de una operación militar planeada exclusivamente por Padilla, que consideró necesario obtener un triunfo rápido con el que levantar el ánimo de sus tropas.
Nuevamente la Junta le consultó acerca de una posible tregua militar. Esta vez, Padilla respondió de manera diferente. En efecto, el 28 de febrero escribió una carta a Toledo comunicándole que el momento de negociar con los realistas desde una posición de fuerza había llegado precisamente con la victoria en Torrelobatón. Afirmó asimismo ser consciente de que la guerra civil perjudicaba a todos por igual, a ricos y pobres, soldados y civiles, mujeres y niños, para finalmente mostrarse partidario de una tregua de ocho días. Dicho armisticio terminó promulgándose el 1 de marzo, y cuando nueve días después se debatió si debía extenderse, Padilla regresó a su postura original y dio un voto negativo.
Al día siguiente, 11 de marzo, la Junta instó a los mandos militares a elegir un jefe único para todas las tropas. Probablemente, el elegido para dicho cargo fue Juan de Padilla.

### La derrota

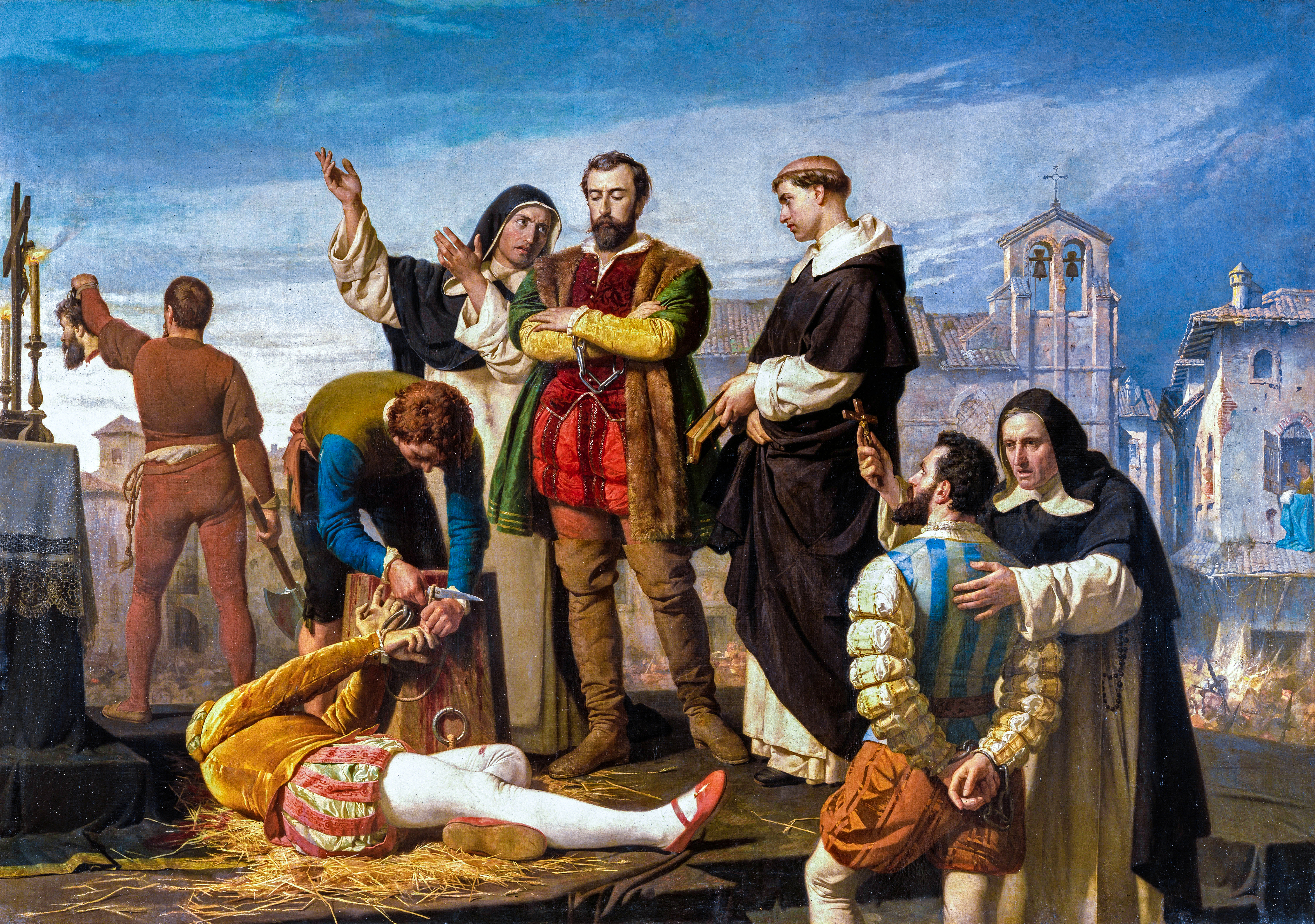
Los comuneros Padilla, Bravo y Maldonado en el patíbulo, de Antonio Gisbert Pérez. 1860. (Congreso de los Diputados de España, Madrid).

Desde entonces, Padilla se mantuvo acuartelado en Torrelobatón, reforzando las defensas y la guarnición de la plaza. Mientras tanto, las tropas realistas de Tordesillas y de Burgos se unieron y establecieron su campamento en Peñaflor de Hornija, a nada más que una legua de Torrelobatón.
En la madrugada lluviosa del 23 de abril de 1521 las fuerzas comuneras salieron de Torrelobatón en dirección a Toro, pero el ejército realista siguió su camino y las alcanzó en el pueblo de Villalar. La desmoralización de la soldadesca, unida a las inclemencias del tiempo, provocó una dispersión en masa de los soldados comuneros, que ni siquiera pudieron desplegarse ante el ataque de la caballería. Padilla, que tenía a su mando unos seis mil hombres, buscó la muerte arremetiendo con su lanza a un grupo de caballeros del conde de Benavente. Pudo derribar a Pedro Bazán del caballo, pero recibió una grave herida en la pierna y finalmente fue tomado prisionero por Alonso de la Cueva. Poco después, el caballero Pedro de la Cueva, hermano del anterior, le asestó una herida en el rostro, cerca de la nariz. 
Junto con los demás capitanes, fue trasladado al castillo de Villalba en calidad de prisioneros de guerra. En esas circunstancias, le ofreció a Alonso de Cueva 50 000 ducados si lo dejaba ir, pero el caballero se negó a aceptar la oferta. Al día siguiente, 24 de abril de 1521, fue decapitado. Los cronistas refieren ciertas anécdotas de hechos que habrían ocurrido momentos antes de la ejecución. Por ejemplo, que ante la protesta de Juan Bravo por la condena a muerte por traición, Padilla intervino: «señor Juan Bravo, ayer era día de pelear como caballero y hoy de morir como cristiano»; que Bravo solicitó morir el primero para no ver cómo Padilla subía al cadalso; que Padilla escribió sus cartas de despedida a su mujer y a la ciudad de Toledo, entre otras:

Como Juan Bravo oyó decir en el pregón que los degollaban por traidores, volvióse al pregonero verdugo, y díjole: «Mientes tú, y aún quien te lo manda decir; traidores no, mas celosos del bien público sí, y defensores de la libertad del reino.» El alcalde Cornejo dijo a Juan Bravo que callase; y Juan Bravo respondió no sé qué, y el alcalde le dio con la vara en los pechos, diciéndole que mirase el paso en que estaba y no curase de aquellas vanidades. Y entonces Juan de Padilla le dijo: «Señor Juan Bravo, ayer era día de pelear como caballero, y hoy de morir como cristiano.» [...] Llegando a degollar a Juan de Padilla, estaban junto a él algunos caballeros; entre ellos era uno don Enrique de Sandoval y Rojas, hijo mayor del marqués de Denia. Juan de Padilla se quitó unas reliquias que traía al cuello y dioselas a don Enrique, y díjole que las trajese el tiempo que durase la guerra, y le suplicaba que después las enviase a doña María Pacheco su mujer. Hecho esto, yéndose a poner para ser degollado, vio que estaba allí junto, el cuerpo muerto de Juan Bravo, y díjole: «¿Ahí estáis vos, buen caballero?» Luego le cortaron la cabeza en la manera que a Juan Bravo, y ambas las pusieron en sendos clavos en aquella picota.

A diferencia de los restos de Bravo y de Maldonado, que fueron trasladados a Segovia y Salamanca, respectivamente, donde fueron sepultados, los de Padilla fueron trasladados "provisionalmente" al monasterio de La Mejorada (Olmedo) y nunca volvieron a Toledo, probablemente como venganza del rey ante la persistencia de la rebelión en Toledo, de la mano de María Pacheco.

## Juan de Padilla en la actualidad
El 15 de marzo de 2015 fue inaugurado en Toledo el monumento a Juan de Padilla en la plaza que ocupa el solar en que se levantaban sus casas. De este modo se ponía fin a un anhelo histórico de la ciudad castellana, que había visto cómo hasta en siete ocasiones el intento por erigir este homenaje había fracasado. El notable monumento, obra de Julio Martín de Vidales y sufragado por la Fundación Soliss, está realizado en bronce con un pedestal de piedra de los Montes de Toledo y alcanza una altura total de 4,72 metros y pesa 32 toneladas.